# Aeroportul Internațional Wilkes-Barre/Scranton
Aeroportul Internațional Wilkes-Barre/Scranton (IATA: AVP, ICAO: KAVP, FAA LID: AVP) este un aeroport din Pittston Township⁠(d), Luzerne, Pennsylvania, Statele Unite ale Americii ce deservește zona Wilkes-Barre. Aeroportul a fost tranzitat în 2019 de 577.946 de pasageri. A fost numit după zona deservită.
Situat la o altitudine de 293 m, aeroportul dispune de 2 piste.

## Infrastructură

### Piste
Aeroportul dispune de 2 piste. Pista 04/22 are suprafața de asfalt și dimensiunile 7.501 picioare × 150 picioare. Pista 10/28 are suprafața de asfalt și dimensiunile 4.300 picioare × 150 picioare. 